# Чемпионат мира по бобслею и скелетону 2005
56-й чемпионат мира по бобслею и скелетону прошёл с 18 по 27 февраля 2005 года в городе Калгари (Канада).

## Бобслей

### Мужчины

#### Соревнование двоек
| Место | Спортсмены                  | Страна    | Итоговый результат |
| ----- | --------------------------- | --------- | ------------------ |
|       | Пьер Людерс, Ласеллес Браун | Канада    | 3:18.30            |
|       | Андре Ланге, Кевин Куске    | Германия  | + 0,14             |
|       | Мартин Аннен, Беат Хефти    | Швейцария | + 0,32             |

#### Соревнование четвёрок
| Место | Спортсмены                                                               | Страна   | Итоговый результат |
| ----- | ------------------------------------------------------------------------ | -------- | ------------------ |
|       | Андре Ланге, Мартин Путце, Кевин Куске, Рене Хоппе                       | Германия | 3:34.53            |
|       | Александр Зубков, Алексей Селивёрстов, Сергей Голубев, Дмитрий Стёпушкин | Россия   | + 0,30             |
|       | Пьер Людерс, Ласеллес Браун, Кен Котяк, Морган Александер                | Канада   | + 0,33             |

### Женщины

#### Соревнование двоек
| Место | Спортсмены                                 | Страна         | Итоговый результат |
| ----- | ------------------------------------------ | -------------- | ------------------ |
|       | Сандра Кириасис, Аня Шнайдерхайнце-Штёкель | Германия       | 3:43,01            |
|       | Николь Миникьелло, Джэки Гюнн              | Великобритания | + 0,28             |
|       | Шона Робок, Валери Флеминг                 | США            | + 0,72             |

## Скелетон

### Соревнования у мужчин
| Место | Спортсмен    | Страна    | Итоговый результат |
| ----- | ------------ | --------- | ------------------ |
|       | Джефф Пэйн   | Канада    | 3:44.52            |
|       | Грегор Штели | Швейцария | + 0.80             |
|       | Дафф Гибсон  | Канада    | + 1.30             |

### Соревнования у женщин
| Место | Спортсмен           | Страна    | Итоговый результат |
| ----- | ------------------- | --------- | ------------------ |
|       | Майя Педерсен-Бьери | Швейцария | 3:52.42            |
|       | Ноэль Пайкус-Пейс   | США       | + 0.10             |
|       | Мишель Келли        | Канада    | + 0.76             |

## Медальный зачёт
| Место | Страна         | Золото | Серебро | Бронза | Всего |
| ----- | -------------- | ------ | ------- | ------ | ----- |
| 1     | Канада         | 2      | 0       | 3      | 5     |
| 2     | Германия       | 2      | 1       | 0      | 3     |
| 3     | Швейцария      | 1      | 1       | 1      | 3     |
| 4     | США            | 0      | 1       | 1      | 2     |
| 5     | Россия         | 0      | 1       | 0      | 1     |
| 6     | Великобритания | 0      | 1       | 0      | 1     |